# Sicko Sjaerda
Sicko Sjaerda, of Sikko Sjaarda, (onbekend - Franeker 1422) was een  belangrijke Friese hoofdeling. Hij was stamhouder van het geslacht Sjaerda, dat in de tweede helft van de 15e eeuw tot een van meest vooraanstaande hoofdelingefamilie van Westerlauwers Friesland wordt gerekend. In de Grote Friese Oorlog (1413-1422) was hij een aanvoerder van de partij van de Schieringers. In de kroniek van Johan van Lemego (geschreven rond 1425) wordt Sikke Sjaarda aangeduid als hun belangrijkste aanvoerder.

## Geschiedenis
Sicko Sjaerda woonde in de stad Franeker in het Sjaerdahuis, een stins tegenwoordig bekend als Camminghahuis. Hij had zeggenschap over de stad en verschillende dorpen eromheen. Sjaerda was getrouwd met Catharina van Roorda.
In 1413 brak er in Oost-Friesland een conflict uit dat zich uitbreidde over heel Friesland tussen Vlie en Wezer. Diverse hoofdelingen kozen partij in dit conflict en ook Sicko Sjaerda raakte hierbij betrokken. Hij was een van de leidende figuren bij de  Schieringers en vervulde de rol van oorlogsleider. 
Nadat eind 1415 geheel Oosterlauwers Friesland in geallieerde handen was gevallen probeerden de Schieringse partij de stad Groningen en de Ommelanden terug te veroveren. Daartoe werd een groot leger uitgerust met Sjaerda als aanvoerder. Dit leger werd echter in de slag bij Oxwerderzijl op 18 juni 1417 vernietigend verslagen door een geallieerd leger met Focko Ukena aan het hoofd. In de nasleep van de verloren slag moest Sjaerda zijn jongste zoon als gijzelaar afstaan aan de geallieerden. 
Sjaerda deed opnieuw van zich horen in een veldslag op 19 augustus 1419 in de omgeving van Franeker. In de slag bij Miedum versloeg hij met behulp van Hollandse huurlingen een Vetkopers legertje. Die overwinning zou de aanleiding vormen voor de inval van Focko Ukena in Westerlauwers Friesland begin 1420. In het inderhaast bijeen geroepen leger vervulde Sjaerda opnieuw de rol van legeraanvoerder. Aan het hoofd van een Schierings leger stelde hij zich te weer bij Hindeloopen tegenover de troepenmacht van Focko Ukena. In de slag aan de Palesloot delfde hij het onderspit. Met zijn manschappen verschanste hij zich bij Sloten, dat door Focko werd omsingeld en belegerd. Op 11 juli 1420 werd Sloten ontzet door de Hollanders en kwam er een einde aan de strijd toen de Schieringers en geallieerden op 5 augustus 1420 een vredesverdrag voor 20 jaar sloten. Sjaerda was een van de ondertekenaars. 
De Groningers beschuldigden Sjaerda ervan het bestand te hebben overtreden. In 1421 verbrak de stad Groningen de overeenkomst en zag Sjaerda zich gedwongen zijn 12-jarig zoontje als gijzelaar naar Groningen te sturen. De gesprekken daarna leverden niets op en de situatie werd gecompliceerder toen zijn zoontje in gevangenschap stierf. Sjaerda was zo verbolgen hierover dat hij in 1422 weigerde de Groninger Zoen te bezegelen.
Sjaerda en zijn vrouw werden in 1422 gedood tijdens de bezetting van het Sjaerdehuis in Franeker en begraven in het klooster Anjum bij Berlikum. 